# Chow Ching Lie
Pour les articles homonymes, voir Lie.
Dans ce nom, le nom de famille, Chow, précède le nom personnel.
Chow Ching Lie (周勤丽) : écrivain, pianiste et femme d'affaires chinoise née le 16 février 1936 à Shanghai, en Chine et morte le 16 février 2025. Ses amis l'appellent Julie, transformation de son prénom Ching Lie que lui a donné son professeur d'anglais à l'école sino-occidentale Mac Intyre.

## Biographie
Née dans une famille chinoise très pauvre, elle est la fille de Chow Wei Hi, un enseignant qui fera carrière (et fortune) dans les affaires, et de Tsong Haï (paysanne sans instruction, fiancée à l'âge de quatre ans et mariée à seize) qui vivra toute sa vie dans la hantise de la misère. Chow Ching Lie occupe le deuxième rang de sa fratrie, entre un frère Ching Son de six ans son aîné, et une sœur Ching Lin, sa cadette d'un an. Suivent dans l'ordre le garçon Ching Tsen et enfin la benjamine, Ching Chin, sa puinée de dix ans.
Son père se prive pour elle et la scolarise à l'école sino-occidentale Mac Intyre où, à la suite d'un prêche du pasteur, sa sœur et elle se convertissent à la religion protestante en cachette de leurs parents. Elle sera ainsi au carrefour de deux religions : le bouddhisme et la religion protestante.
Chow Ching Lie vit le drame de la femme chinoise ainsi que son asservissement séculaire jusqu'au milieu du XXe siècle passant du joug de ses parents auxquels elle doit une obéissance stricte à celui de son mari et surtout de sa belle-mère dont, après son mariage, elle devient la servante : « Dans le lit, femme et mari. Hors du lit, maître et servante. (Proverbe Chinois). ».
C'est dans cette ambiance que Chow Ching Lie, d'une exceptionnelle beauté, est choisie par le puissant Liu Pin San, alors la plus importante fortune de Shanghai, pour son fils, le maladif Liu Yu Wang atteint d'une cardiopathie congénitale aggravée par un rhumatisme articulaire aigu contracté à l'âge de dix-sept ans. Trop jeune pour se marier, Chow Ching Lie est fiancée de force, le 28 octobre 1949, à l'âge de treize ans,, au fils Liu qu'elle épousera l'année suivante.
Enfant dans une Chine féodale, Chow Ching Lie se marie le 3 janvier 1950, par obéissance à ses parents, sous la contrainte et sans amour,. L'année même où la Chine s'apprête à franchir d'un seul coup plusieurs siècles. Peu à peu, les attentions persévérantes d’un homme profondément amoureux la désarment. Elle l’accepte comme mari. Les deux enfants qu’elle lui donnera deviendront sa raison de vivre. Elle accouche du premier le 11 septembre 1950, l'année du Tigre, à l'âge de quatorze ans. C’est un fils qu'on appela Liu Sun Po, de son prénom occidental Paul. Au mois de décembre 1955, elle donne le jour à sa fille Liu Sun Lin, plus tard prénommée Juliette. Chow Ching Lie a 19 ans.
Sa vie est rythmée par les convulsions de la Chine. Elle n'est âgée que d'un an lorsqu'éclate, en 1937, la guerre sino-japonaise. Elle vit la guerre civile (Mao Zedong / Tchang Kaï-chek), la Libération, les « Cent Fleurs (百花运动/百花運動) », le Grand Bond en avant (大躍進).
À la fin de l'année 1959, le mal qui terrasse son mari devient irréparable. Il part avec son fils Paul pour être soigné à Hong Kong où ses parents résident désormais. Le 1er octobre 1962, Chow Ching Lie décide de le rejoindre avec sa fille Juliette. Malgré tous les soins qui lui sont prodigués, Liu Yu Wang décède le 3 octobre 1962, treize ans après son mariage. Il laisse sa femme de 26 ans seule, avec la charge de ses deux enfants.
Elle tombe dans la pauvreté, donnant des leçons de piano à des enfants pour survivre et nourrir ses deux enfants, sa seule raison de vivre.
Elle se consacrera désormais à la musique.

## Carrière
Chow Ching Lie découvre l’enchantement de la musique à l’âge de six ans, lorsqu’à la fête de l’école, une élève de la section secondaire s’assoit devant un piano pour donner un petit récital. Bien que peu argenté, son père lui loue un piano et lui fait donner des leçons, à charge pour elle d’enseigner ensuite sa sœur Ching Lin.
À l'école secondaire sino-occidentale Mac Intyre où elle rentre à l'âge de dix ans, elle accorde une place privilégiée à la musique et au piano. Elle fait des progrès rapides sous l'égide de son professeur, et joue, sous les applaudissements et pour la première fois devant un public, « l'Alouette » de Glinka au concert annuel de l'école. En 1947, Chow Ching Lie participe au concours de piano du cours Mac Intyre. S'y affrontent toutes les écoles de Shanghai devant un jury composé de professeurs du Conservatoire. Elle remporte le Deuxième Prix avec un Impromptu de Chopin et la sonate au clair de lune de Beethoven. Son professeur d'école, Mlle Ling, conseille alors Chow Wei Hi d'inscrire sa fille au Conservatoire de Shanghai. Peine perdue. Sa mère s'y oppose.
Mari amoureux et attentionné, Liu Yu Wang lui permet de poursuivre dans la voie pianistique. Elle travaille sous la direction de Siang et donne son premier concert en public dans l'appartement de son Maître et en présence de Fang, directeur du Conservatoire de Shanghai. Elle interprète un des concertos de Rachmaninoff qui lui ouvre les portes du Conservatoire. Elle y entre à l'âge de 18 ans, d'abord en tant que remplaçante puis comme titulaire avec le titre d'assistante, « artiste d'État », « Ingénieur des âmes ».
Fang souhaite que cette nouvelle recrue devienne concertiste. Il confie à Louise Wou le soin d'assurer sa formation. Malheureusement Wou est plus préoccupée par sa carrière que par celle de son élève.
Le Professeur Chen pressentant en elle une artiste de talent, la prend sous son aile protectrice et donne à Chow l'assurance qui lui manque. Il lui fait interpréter, en public, le concerto de Mendelsson. C'est le début du succès et d'une carrière de soliste.
Deux ans après le décès de son mari, Chow Ching Lie décide de parfaire sa formation auprès de Marguerite Long dont elle rejoint le cours en 1965. Le décès de cette dernière, en 1966, met un terme à leur collaboration.
Sur les conseils de son amie Morya Ray, première violoniste de l’orchestre symphonique de Hong Kong, elle tente sa chance en France. Artiste et virtuose, elle voit alors s'ouvrir à elle une carrière internationale.
En 1968, elle retourne chercher ses enfants chez ses beaux-parents à Hong Kong pour les amener à Paris.
Elle décide de se mettre au piano à titre professionnel à l'âge de 40 ans. En 1973 elle interprète au Théâtre des Champs-Élysées le Concerto pour Piano et Orchestre dit du Fleuve Jaune 黄河钢琴协奏曲, œuvre adaptée de la Cantate du Fleuve Jaune 黄河大合唱 du compositeur chinois Xian Xinghai 冼星海. On ne pouvait manquer de remarquer la présence de Son Excellence Tseng Tao, ambassadeur de Chine Populaire en France, entouré de compatriotes pour écouter l'enfant du pays. À côté de cette activité de concertiste, elle enseigne et forme de futurs pianistes.
Elle réside en France depuis 40 ans.

## Œuvres littéraires
- Le Palanquin des larmes (un récit autobiographie recueilli par Georges Walter, 1975)
- Concerto du fleuve Jaune (1979)
- La suite du Palanquin des larmes
  - Dans la main de Bouddha (2001)
  - Il n'y a pas d'impasse sous le ciel (2004) « Dans ce livre, j'ai voulu offrir à tous les secrets de ma vie. Chaque passage de mon existence est illustré par la maxime bouddhiste qui m'a permis de rebondir et de transformer une situation difficile en un événement positif. Les lecteurs pourront ainsi puiser mille et un conseils qui les aideront en toutes situations. » (Chow Ching Lie).

## Films adaptés de l'œuvre de Chow Ching Lie
| Année | Titre français          | Titre original          | Réalisateur      | Commentaire                                 |
| ----- | ----------------------- | ----------------------- | ---------------- | ------------------------------------------- |
| 1988  | Le Palanquin des larmes | Le Palanquin des larmes | Jacques Dorfmann | Adaptation du roman Le Palanquin des larmes |